# L’Haÿ-les-Roses metróállomás
A L'Haÿ-les-Roses metróállomás Franciaországban, a párizsi metró 14-es vonalán. Tulajdonosa és üzemeltetője a RATP.

## Metróvonalak
Az állomást az alábbi metróvonalak érintik:

## Kapcsolódó állomások
A metróállomáshoz az alábbi állomások vannak a legközelebb: